# Calodipoena tarautensis
Calodipoena tarautensis är en spindelart som beskrevs av Léon Baert 1988. Calodipoena tarautensis ingår i släktet Calodipoena och familjen Mysmenidae.
Artens utbredningsområde är Sulawesi. Inga underarter finns listade.